# Людомир Савицький
Людо́ми́р Сави́цький (пол. Ludomir Sawicki; 14 вересня 1884, Відень, Австро-Угорщина — 3 жовтня 1928, Краків, Польща) — польський географ, мандрівник і видавець.

## Життєпис
Народився в родині судового високопосадовця. У 1903—1907 роках вивчав географію, історію та геологію у Віденському університеті, де отримав ступінь доктора. У наступні роки він поглибив свої географічні знання в Лозанні та Берліні та під час наукових подорожей по Швейцарії, Франції та Далмації; разом з американським географом Вільямом Моррісом Девісом відвідав також Північну Італію та Уельс.
Свою наукову діяльність розпочав із геоморфологічних досліджень Карпат. Особливу увагу приділяв карстовим, льодовиковим та морфогенетичним процесам. У 1910 р. переїхав до Кракова, де став піонером розвитку антропогеографії. Після здобуття габілітації вів заняття зі студентами Ягеллонського університету та працював учителем географії в молодших школах у Бохні та Кракові. У червні 1919 р. здобув звання професора.
В 1916 р. став завідувачем катедри географії, яка тоді називалася Географічним кабінетом Ягеллонського університету (як наступник Францішека Черни-Шварценберґа), пізніше переназваного на Географічний інститут.

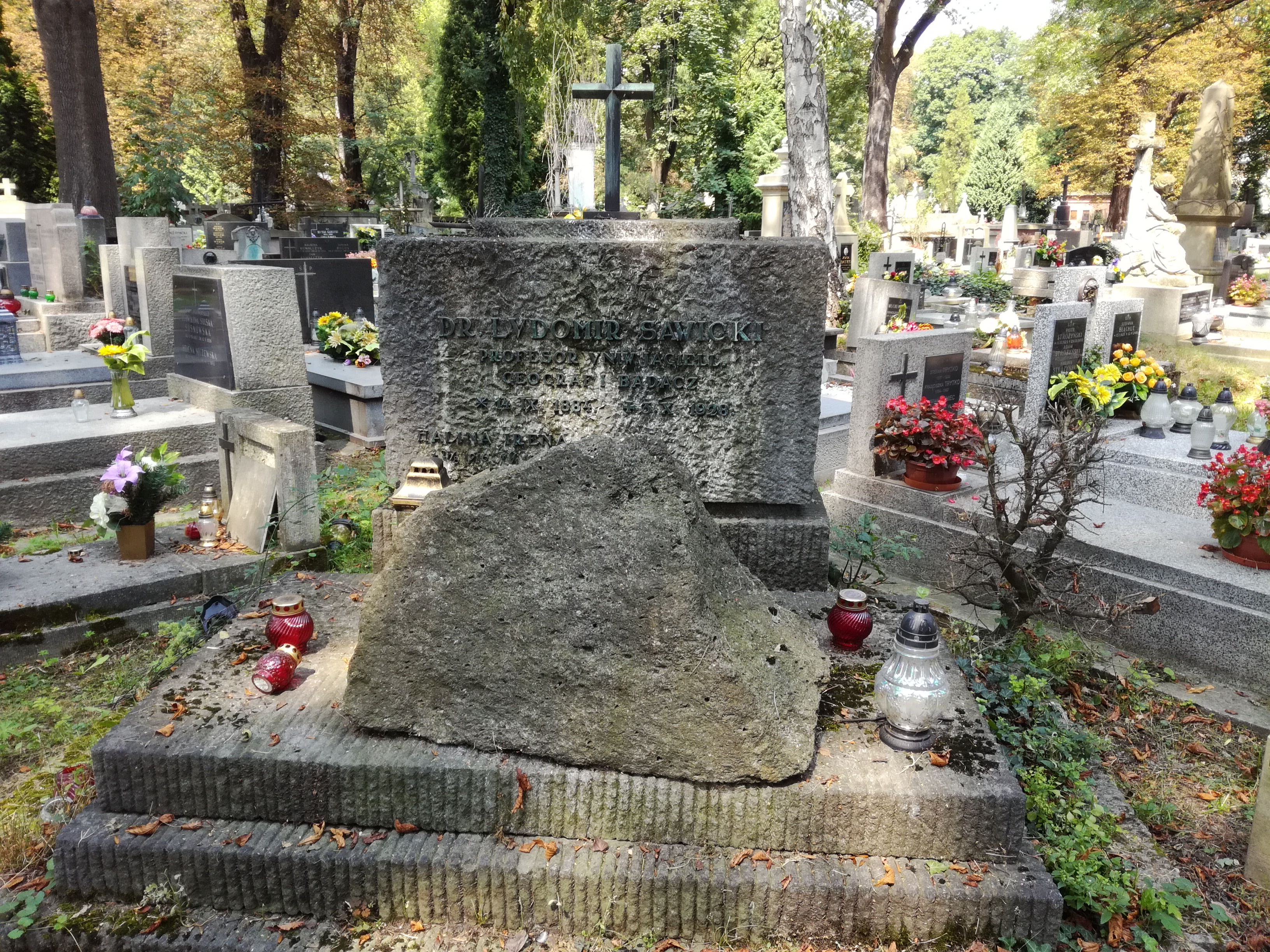
Домовина Людомира Савицького на Раковицькому цвинтарі

Засновник друкарні та книгарні «Орбіс» (засн. 1919 р.), яка видавала шкільні підручники, карти й атласи, а також журнали, серед яких: «Верхи».
Учасник експедиції в Сіям (1923), побував також на Цейлоні. Через два роки, в 1925, він здійснив шестимісячну подорож до Африки (Триполітанії, Киренаїки, Єгипту, Еритреї). Після придбання позашляховика та оснащення його в лабораторію та човен здійснив наукові експедиції: в 1926 р. на «Східні креси» (Віленщину, Полісся, Волинь, Поділля), в 1927 на Балкани та в Малу Азію (Румунію, Туреччину). Під час чергової подорожі на Балкани, яка почалася в липні 1928 року, він захворів. Помер невдовзі після повернення з поїздки в Кракові, 3 жовтня 1928 року. Він похований у Кракові на Раковицькому цвинтарі (kwatera BB, płd.-wsch.).
Упорядник наукового життя, зокрема: співзасновник Польського географічного товариства (1918), у 1918—1922 рр. перший редактор журналу «Przegląd Geograficzny», член наукових товариств і учасник міжнародних конгресів. Відомий педагог, популяризатор географічних та краєзнавчих знань.
Автор численних публікацій, близько 150 одиниць кількома мовами, серед яких: «З фізіографії Західних Карпат» (1909), «Розміщення населення в Західних Карпатах» (1910 — габілітаційна дисертація), «Пастуші переселення в Карпатах І» (1912), «Пастуші переселення в Карпатах II—IV» (1919), «Знання про середньопольську кінцеву морену» (1921), «В кутку Азії» (1924), «З геоморфології серединного Цейлону» (1925), «Каньйон Вісли крізь Середньпольське нагір'я» (1925) та інші.